# Broteochactas scorzai
Espèce
Synonymes
- Auyantepuia scorzai (Dagert, 1957)

Broteochactas scorzai est une espèce de scorpions de la famille des Chactidae.

## Distribution
Cette espèce est endémique du Bolívar au Venezuela. Elle se rencontre vers Uruyén au pied du Auyan Tepuy.

## Étymologie
Cette espèce est nommée en l'honneur de José Vicente Scorza.

## Publication originale
- Dagert, 1957 : Resultados zoologicos de la expedicion de la Universidad Central de Venezuela a la region del Auyantepui en la Guayana Venezolana, Abril de 1956. 2. Notas sobre los escorpiones de la region de Auyantepui, Estado Bolivar, Venezuela. Acta Biologica Venezuelica, vol. 2, p. 127-133.